# الظهار (حفاش)

تعديل مصدري - تعديل

الظهار هي إحدى قرى عزلة السهمان بني عمر بمديرية حفاش التابعة لمحافظة المحويت، بلغ تعداد سكانها 195 نسمة حسب تعداد اليمن لعام 2004.